# فرشتگان قصاب
فرشتگان قصاب فیلمی به کارگردانی و نویسندگی سهیل سلیمی ساختهٔ سال ۱۳۹۱ است.
در این فیلم حسن عباسی به عنوان مشاور فیلمنامه با سلیمی همکاری کرده است.
فیلم، ماجرای فرهاد، مردی افغان را روایت می‌کند که همسرش در حمله آمریکایی‌ها در مدرسه‌ای گرفتار شده است…
آهنگسازان فیلم فرشتگان قصاب امیریل ارجمند و فرزاد ورزنده هستند.

## منابع

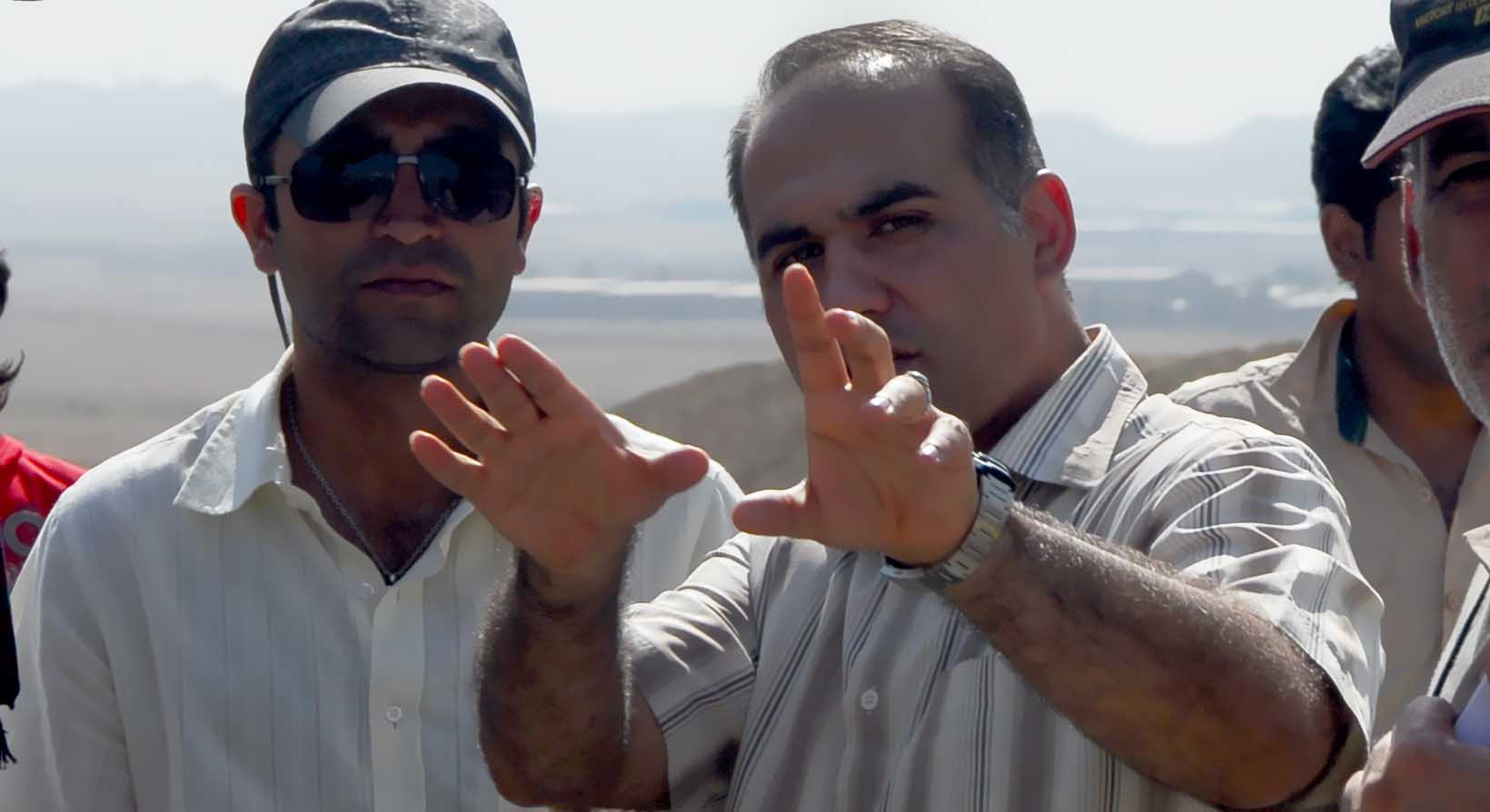
پشت صحنهٔ فیلم سینمایی فرشتگان قصاب

## بازیگران
- دارین حمزه
- محمدرضا غفاری
- ستاره پسیانی
- محیا دهقانی
- علیرضا مظفری
- پییر داغر
- الیزابت دبث
- پیتر کوآنجی
- محمد جواد طاهری
- آزیتا ترکاشوند
- هادی شتات